# Margarita Maza
Margarita Eustacia Maza de Juárez, geboren Margarita Eustacia Maza Parada, (Oaxaca, 29 maart 1826 - Mexico-Stad, 2 januari 1871) was de vrouw van Benito Juárez.
Maza was de onwettige dochter van een koopman uit Genua. Juárez en Maza trouwden in 1843. Dit huwelijk, Juárez was indiaans, Maza Europees, wordt vaak gezien als een symbolisch mesties huwelijk. Juárez en Maza kregen tien kinderen, vijf daarvan overleden op jonge leeftijd. Een van hun zonen, Benito Juárez Maza, werd in 1911 als aanhanger van Francisco I. Madero gouverneur van Oaxaca. Tijdens de Franse Interventie in Mexico, toen Juárez het Mexicaanse grondgebied niet wilde verlaten, woonde Maza in New York.
Ze overleed in 1871, iets meer dan een jaar eerder dan haar echtgenoot.